# 427-es főút (Magyarország)
A 427-es főút Berettyóújfalu déli elkerülője, a 47-es és 42-es főutakat köti össze a város külterületén. Teljes hossza 2,717 kilométer.

## Nyomvonala
Berettyóújfalu különálló déli városrésze, Berettyószentmárton déli szélén indul, a 47-es főút 40. kilométere közelében lévő körforgalmú csomópontból. Kezdeti méterein kelet felé halad, majd kelet-délkeleti irányba fordul. Bő fél kilométer után kiágazik belőle dél-délkelet felé a 4217-es út, ez az egyetlen jelentősebb kereszteződése. Külterületen ér véget, becsatlakozva a 42-es főútba, annak 44,650-es kilométerszelvénye táján.

## Története
2013. július 1-től a HU-GO elektronikus útdíjrendszer bevezetésével együtt 12 mellékútból, így a 4217-es út első fél kilométeres szakaszából[forrás?] és a korábbi 4214-es mellékútból is főút lett, ami együtt a 427-es útszámozást kapta.